# Les Baladins du miroir
Les Baladins du miroir est une compagnie belge de théâtre itinérant. Fondée en 1980 par Nele Paxinou et Marco Taillebuis,,, la compagnie défend un théâtre de troupe, populaire et festif. Reconnue par la Fédération Wallonie Bruxelles et soutenue par la Province du Brabant Wallon, elle collabore régulièrement avec divers acteurs du secteur culturel belge : l'Atelier Théâtre Jean Vilar, le Palais des Beaux-Arts de Charleroi, la Maison Ephémère, le Centre Culturel du Brabant Wallon.

## Description
La compagnie propose un théâtre classique, populaire et festif, dont les pièces revisitent des auteurs tels que Molière, Shakespeare, Bertolt Brecht ou plus contemporains comme Jodorowsky, Henri Gougaud, Evgeni Schwartz, Federico Garcia Lorca. Dans la tradition du théâtre forain et nomade, la troupe se déplace avec un convoi de caravanes, roulottes et camions, transportant un chapiteau de 350 places ainsi que toute une infrastructure : logements, sanitaires, bar, etc.,.
Les tournées ont lieu principalement en Belgique mais également dans le reste la francophonie avec des passages en France, Suisse, Québec et Niger,,,. Les bureaux et ateliers sont situés à Jodoigne dans la Province du Brabant wallon.
Depuis 2015, l’arrivée de Gaspar Leclère au poste de direction offre de nouvelles complicités artistiques. Afin d’interroger le travail de la troupe sur le théâtre contemporain, il confie plusieurs mises en scène à des créateurs extérieurs qui désirent s’approprier l'espace du chapiteau et son incontestable convivialité ainsi que le mode de diffusion particulier qu’est l’itinérance.

## Spectacles
- La porteuse de souffle (2022)[13]
- Désir, Terre et Sang (2019)[14]
- Objets’ction (2017)
- Le Roi Nu (2016)[15]
- Camille (2016)
- Lettres à Elise - correspondance 1914-1918 (2014)
- La Bonne Âme du Se-Tchouan (2013)[5]
- Le Producteur de Bonheur (2012)
- Les Oiseaux de Passage (2011)
- Les Aventures de Pinocchio (2011)
- Le Chant de la Source (2009)
- Tristan et Yseut (2007) de Paul Emond
- 1914, Le Grand Cabaret (2005 et 2014)[2]
- Femmes de Marins (2004)
- Chang (2003)
- La troupe du Roy répète Le Cocu Imaginaire de Molière (2002)
- Faust (2000)
- Le Système Ribadier (1997)
- Le Songe d’une Nuit d’été (1995)[16]
- Commedia (1992)
- Don Quichotte (1990)
- La Balade du Grand Macabre (1988-1998)
- Les Farces d’après Molière (1986)
- Les Fables d’après La Fontaine (1983)
- Zadig (1981)
- Kwiebe Kwiebus (1980)